# Margarita Brender Rubira
Margarita Brender Rubira (n. 4 iulie 1919, București, România – d. 11 februarie 2000, Barcelona, Catalonia, Spania) a fost o arhitectă română care a profesat în Catalonia, Spania, prima femeie care a obținut titlul de arhitect în Barcelona, în 1962.

## Biografie
A studiat arhitectura la Școala de Arhitectură din Barcelona. În 1962 ea a fost singura femeie din Asociația Arhitecților din Catalonia și, timp de mai mulți ani, ea a fost singura arhitectă-femeie care a exercitat profesia în provincia Barcelona.
Caracterul ei cosmopolit și fundamentul ei cultural și de viață au determinat-o să-și apere stilul de arhitectură avangardistă, în care designul spațiilor afectează calitativ o îmbunătățire a vieții oamenilor care locuiesc acolo. Într-un interviu pentru ziarul La Prensa (6 noiembrie 1962), ea a subliniat influența arhitecturii mediteraneene în proiectele ei și a vorbit despre interesul ei pentru o arhitectură armonică pe  care a început să o utilizeze în urbanism și căreia i-a menținut coerența, prevăzând până și folosirea unor decororații arhitecturale în conformitate cu caracteristicile utilizatorilor
Integrarea dintre arhitectură și natură a fost foarte importantă pentru Margarita Brender în întreaga ei carieră profesională. Ea spunea că fiecare cameră ar trebui să permită vedea cerului. 
Menținându-și direcția teoretică și practică, a fost responsabilă pentru construirea unui proiect rezidențial de 346 de case în Badalona, în 1966. Este, de asemenea, arhitectul unui complex rezidențial de lux din Prat de Llobregat.
A murit la 11 februarie 2000.